# Stazione di Dybbølsbro
La stazione di Dybbølsbro è una stazione ferroviaria di Copenaghen, servita esclusivamente dai treni vicinali "S-tog".

## Storia
La stazione venne costruita per i treni della S-tog dal 1934 come fermata aggiuntiva sulla linea già esistente da tempo. Per questo motivo è servita esclusivamente dai treni vicinali, mentre quelli nazionali la saltano.

## Strutture e impianti
A nordest la Centrale è a 1000 metri di distanza. È l’ultima fermata sul tronco ferroviario unitario che attraversa la capitale danese, mentre a sudovest si dividono tre linee, una verso ovest e una verso sud entrambe servite dalla S-tog, e la recente linea verso l’Øresund che non serve questa stazione e si infila in un tunnel verso la successiva stazione di Ørestad.